# Opuwo
Opuwo is een stad (Engels: town) in Namibië en is de hoofdplaats van de regio Kunene.
In 2011 telde Opuwo circa 7900 inwoners.

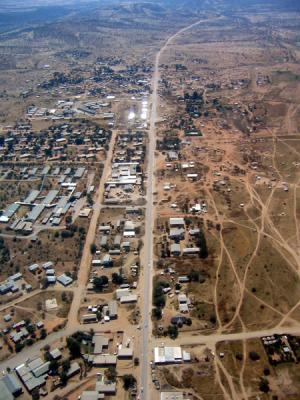
Opuwo vanuit de lucht

## Geschiedenis

### Naamgeving
De naam Opuwo is aan de plaats gegeven door de commissaris van Ondangwa, Hugo Hahn, die op zoek was naar een stuk land om een kantoor op te bouwen. Na zijn aankomst vroeg hij plaatselijke hoofden om hem land te geven waar hij een kantoor kon laten bouwen. Ze gaven hem een klein stuk grond, toen ze hem meer wilden geven zei Hahn: "Opuwo (het is genoeg). Ik hoef niet nog meer grond". De plaatselijke bewoners noemden het Otjihinamaparero en sommigen doen dat tegenwoordig nog.
Hugo Hahn noemde het land “Ohopoho Otjitopora” wat duidt op putten waaruit water komt. De naam Otjihinamaparero werd bij een taalhervorming in 1974 veranderd in Opuwo in 1974.

### Zuid-Afrikaans bestuur
De eerste overheidsvestiging in het gebied van Kaokoland (Kunene) was van de koloniaal bestuurder in Swartbooisdrift aan de oever van de Kunene. Van 1925 tot 1939 was dit het administratief centrum. Daarna werd dit centrum verplaatst naar Opuwo. 
Het politiebureau in Swartbooisdrift werd geleid door sergeant Herbert, wiens doel het was om de Afrikaners, die tijdens de Maritz-rebellie naar Angola waren vertrokken omdat ze het Britse bestuur over Zuid-Afrika niet wilden accepteren, weer te verwelkomen.

## Transport en infrastructuur

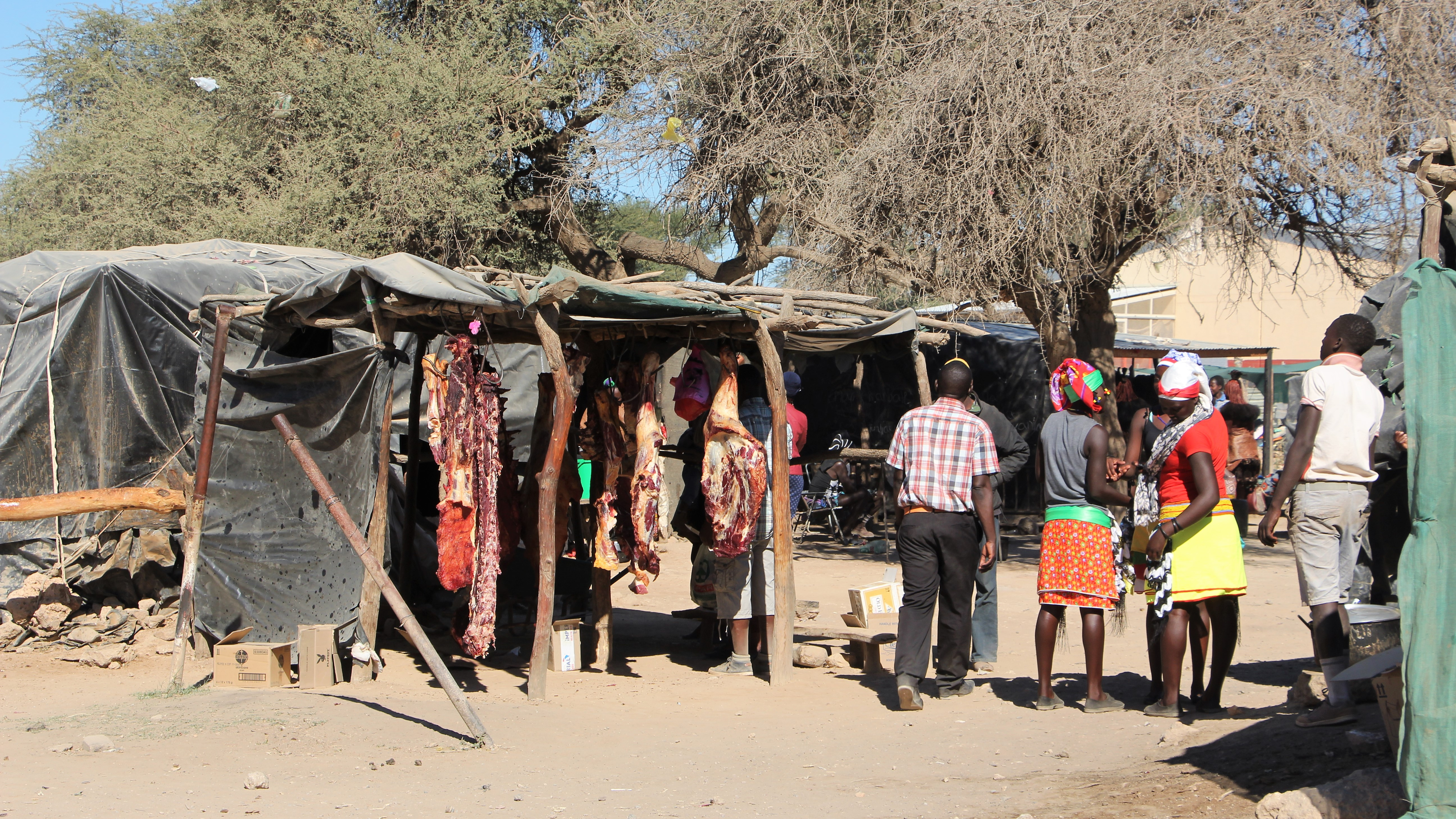
Markt in Opuwo

Opuwo is gelegen aan de aansluiting van de C41 met de C43. De plaats beschikt over een klein vliegveld.
Putuavanga Senior Secondary School is een van de beste openbare scholen in Kunene. Er is ook een basisschool met 39 leerkrachten en 1200 leerlingen.
In het stadje bevinden zich voorts een politiebureau, een ziekenhuis, een dependance voor deze regio van het Ministerie van Binnenlandse Zaken, een arbeidsbureau en een kerk.

## Politiek
Opuwo heeft een gemeenteraad met zeven zetels.
Bij de plaatselijke verkiezingen van 2015 kreeg de SWAPO 1593 stemmen en behaalde daarmee vier zetels. De andere drie gingen naar de Democratic Turnhalle Alliance (DTA) die 1504 stemmen kreeg.

## Cultuur
Sinds 2012 wordt er jaarlijks in de maand mei een Trade Fair gehouden. Het festival combineert een bedrijvenbeurs met culturele voorstellingen en optredens.